# Yoshihiro Kawaoka
Yoshihiro Kawaoka (em japonês: 河岡 義裕; Kobe, n. 14 de novembro de 1955) é um cientista, pesquisador e professor especializado em virologia. É professor no Departamento de Ciências Patobiológicas da Universidade de Wisconsin-Madison, nos Estados Unidos, e na Universidade de Tóquio, no Japão.
Em dezembro de 2008, Kawaoka, na Universidade de Wisconsin-Madison, vinculou a presença de três genes específicos e uma nucleoproteína derivada de amostras da gripe espanhola à capacidade do vírus da gripe de invadir os pulmões e causar pneumonia. A combinação desencadeou sintomas semelhantes em testes em animais. As autópsias das vítimas revelavam em geral, pulmões cheios de líquidos gravemente danificados por uma forte hemorragia. Os cientistas concluíram que a capacidade do vírus de controlar os pulmões estava associada ao alto nível de virulência, mas os genes que conferiam essa capacidade eram desconhecidos. A descoberta desse mecanismo de ação nas infecções nos pulmões foi importante porque forneceu uma maneira de identificar rapidamente os possíveis fatores de virulência em novas cepas pandêmicas de influenza. Com a posterior descoberta do complexo genético do vírus, foi possível a criação de uma nova classe de medicamentos antivirais, como o oseltamivir, com maior rapidez que a produção de vacinas. Para mapear a cadeia genética que permitia ao vírus invadir os pulmões, os pesquisadores misturaram elementos genéticos do vírus da gripe de 1918 com os de um vírus da gripe aviária e testaram as variantes em furões, um animal que mimetiza a infecção por gripe humana. A maioria dos vírus híbridos infectou apenas as passagens nasais dos furões e não causou pneumonia. Mas um deles, que carregava os genes do RNA polimerase do vírus de 1918, conseguiu infectar os pulmões, pois o complexo permitia que o vírus fizesse o passo principal, ou seja, sintetizar suas proteínas.
Kawaoka recriou em laboratório um novo vírus baseado no H5N1, experiência que foi publicada em 2011. Não se conseguiu nenhuma vacina para esse vírus. A experiência provocou reações no meio científico e Kawaoka argumentou que "era parte de valiosa pesquisa científica". Suas pesquisas foram interrompidas em 2014 por falta de financiamento do governo federal, e foram retomadas em 2019.
Depois da epidemia do vírus Ebola em 2014, Kawaoka começou a pesquisar o desenvolvimento de uma vacina contra aquele vírus, trabalhando em coordenação com o Alhaji N'jai, toxicologista da Universidade de Wisconsin – Madison e sua organização sem fins lucrativos, chamada Project 1808, Inc.

## Publicações selecionadas
- Jasenosky, Luke D; Neumann, Gabriele; Lukashevich, Igor; Kawaoka, Y (1 de junho de 2001). «Ebola virus vp40-induced particle formation and association with the lipid bilayer». J Virol. 75 (11): 5205–5214. OCLC 6965132858. PMC 114926. PMID 11333902. doi:10.1128/JVI.75.11.5205-5214.2001
- Watanabe, Tokiko; Watanabe, Shinji; Ito, Hiroshi; Kida, Hiroshi; Kawaoka, Y (15 de junho de 2001). «Influenza A virus can undergo multiple cycles of replication without m2 ion channel activity». J Virol. 75 (12): 5656–5662. PMC 114278. PMID 11356973. doi:10.1128/jvi.75.12.5656-5662.2001. Consultado em 26 de março de 2018
- Schultz-Cherry, S; Dybdahl-Sissoko, N; Neumann, G; Kawaoka, Y; Hinshaw VS (1 de setembro de 2001). «Influenza Virus NS1 Protein Induces Apoptosis in Cultured Cells». J Virol. 75 (17): 7875–7881. ISSN 0022-538X. OCLC 120974346. PMID 11483732. doi:10.1128/jvi.75.17.7875-7881.2001
- Hatta, M; Gao, P; Halfmann, P; Kawaoka, Y (7 de setembro de 2001). «Molecular basis for high virulence of Hong Kong H5N1 influenza A viruses». Science. 293 (298): 1840–1842. Bibcode:2001Sci...293.1840H. ISSN 0036-8075. OCLC 95118961. PMID 11546875. doi:10.1126/science.1062882
- Goto, Hideo; Wells, Krisna; Takada, Ayato; Kawaoka, Y. (1 de outubro de 2001). «Plasminogen-binding activity of neuraminidase determines the pathogenicity of influenza A virus». J Virol. 75 (19): 9297–9301. ISSN 0022-538X. OCLC 6965138857. PMC 114497. PMID 11533192. doi:10.1128/jvi.75.19.9297-9301.2001
- Kobasa, Darwyn; Wells, Krisna; Kawaoka, Yoshihiro (1 de dezembro de 2001). «Amino Acids Responsible for the Absolute Sialidase Activity of the Influenza A Virus Neuraminidase: Relationship to Growth in Duck Intestine». J Virol. 75 (23): 11773–11780. OCLC 4639538185. PMC 114763. PMID 11689658. doi:10.1128/jvi.75.23.11773-11780.2001
- Kawaoka, Y; Neumann, Gabriele (2012). Influenza Virus : Methods and Protocols. Col: Methods in Molecular Biology, Methods and Protocols, 865. 865. [S.l.]: Springer. ISBN 978-1-61779-620-3. doi:10.1007/978-1-61779-621-0
- Watanabe, Tokiko; Kawaoka, Yoshihiro (2016). «Ebora shukketsu netsu no seiatsu ni mukete : Wakuchin kaihatsu to shierareone de no kenkyu» [Control of Ebola hemorrhagic fever : vaccine development and our Ebola project in Sierra Leone]. Virus (em japonês). 66 (1): 53–62. ISSN 0042-6857. OCLC 6807788600. PMID 28484179. doi:10.2222/jsv.66.53